# Pião

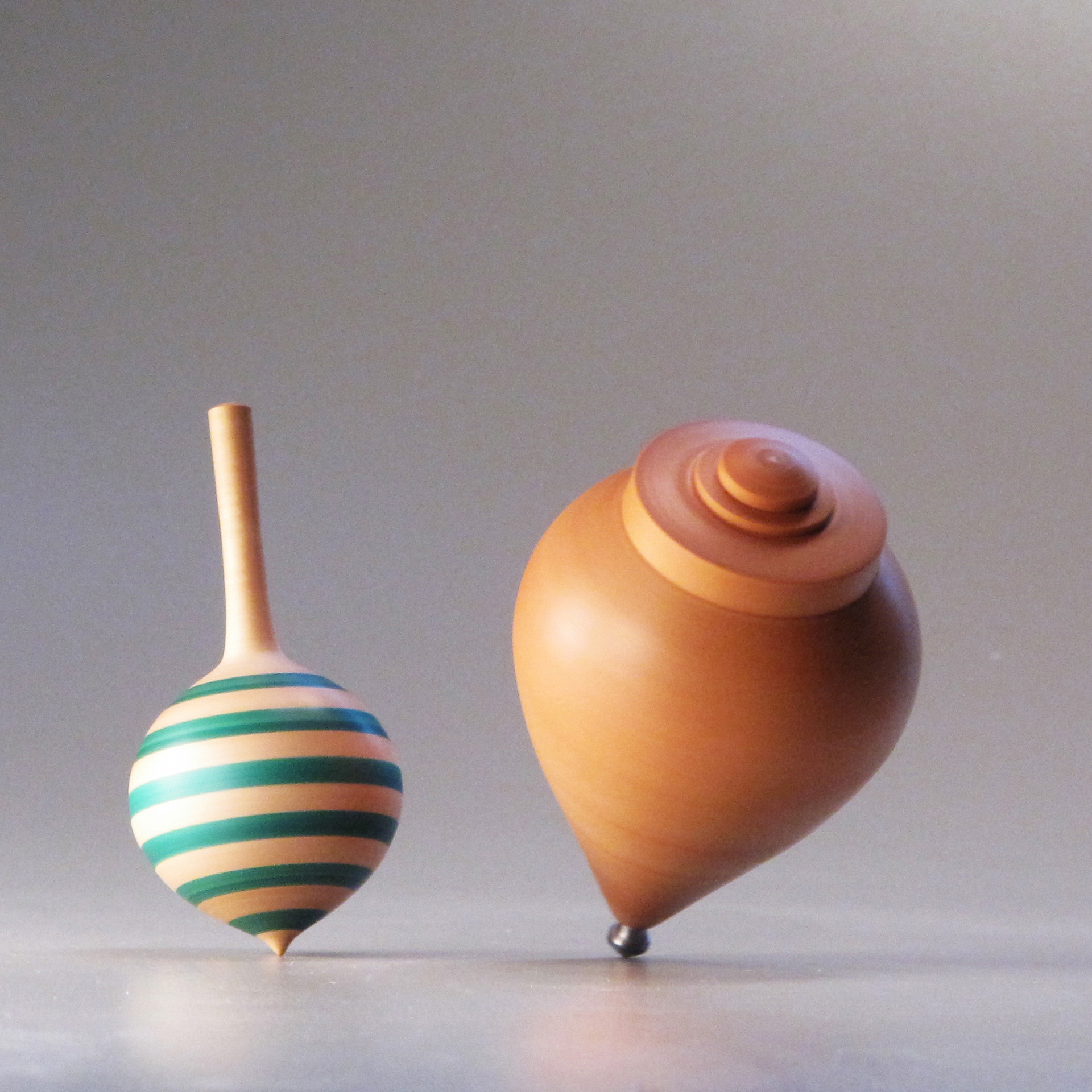
Piões

Pião (ou pinhão, como é chamado em algumas partes do Brasil, em corruptela de pião; xindire, em Maputo; n'teco, em Nampula e mbila, no Niassa, em Moçambique) é o nome dado em português aos vários tipos de brinquedo que consistem, na brincadeira clássica e antiga, em puxar uma corda enrolada a um objecto afunilado, geralmente de madeira ou plástico e com uma ponta de ferro, colocando-o em rotação no solo, mantendo-se erguido. Atualmente, há novos materiais para piões e esses materiais permitem girá-los sem a utilização de uma corda. Nos piões mais antigos, a corda é o intermerdiário que transmite a força motriz dos braços, fazendo girar o pião em movimentos circulares em torno do próprio eixo que, em equílibro, gira (por causa da inércia) até perder sua força e parar.
Os piões mais simples são feitos de plástico ou de madeira e giram apenas com a força dos dedos (sem o auxílio e cordas ou molas), até pararem devido ao atrito com a superfície. Quanto mais rápido o pião estiver girando, mais equilibrado ele fica. Dependendo da superfície o pião pode não girar corretamente.
Ao longo da história, seu uso vem variando da mais simples brincadeira de criança até instrumento de adivinhação e xamanismo. De fato, acredita-se que esta brincadeira (jogo), de origem arcaica, está associada com rituais de adivinhação e interpretação de presságios em certas épocas do ano, utilizando-se o pião para recriar o movimento dos astros, dando possivelmente como fruto a perinola.
Para as comunidades hispânicas (e também do Japão e anglófonas) existe uma ligeira variante do pião, chamada de trompo, na verdade o mesmo pião com um corpo mais bojudo,  cuja nomenclatura pode variar segundo o lugar e a época. Existem também múltiplas denominações derivadas do termo "pião", consideradas incorretas em espanhol. Nos países lusófonos, entretanto, é adotado o termo pião para designar este brinquedo.
Foi um dos brinquedos mais populadores e difundidos na América Latina e no sul da Espanha, sendo substituído gradativamente por jogos/brinquedos das novas gerações. Sem dúvida, na tentativa de subsistir a tradição, os fabricantes de piões revolucionaram o conceito: atualmente encontram-se piões impulsionados por molas e métodos de fricção diferentes da corda. Novos modelos de piões, como o Beyblade e o Levitron, ainda possuem certa vigência no mercado e tem se desenvolvido uma estrutura em torno deles que vão das tradicionais brincadeiras até elaboradas competições freestyle (estilo livre).

## História
A origem do pião é incerta ainda que se tenha conhecimento de sua existência desde o ano 4000 a.C., já que foram encontrados alguns exemplares, elaborados com argila, nas margens do rio Eufrates. Há vestígios de piões em pinturas antigas e em alguns textos literários que citam o brinquedo/jogo. É citado também nos textos de Catão, o Velho, político e historiador romano. Além disso, o pião aparece nos escritos de Virgílio, destacando-se em sua obra Eneida (século I a.C.). Da mesma forma, se tem encontrado piões pertencentes à civilização romana. No Museu Britânico, é conservado o pião mais antigo do mundo, encontrado em Tebas e datado de 1250 a.C..
A Platão o pião servia como metáfora do movimento e Aristófanes se confessava aficionado pelo objeto. O poeta romano Ovídio também menciona o pião em seus poemas. Aulo Pérsio Flaco (34 - 62), outro poeta romano, dizia que "em sua infância teve mais afeição ao pião do que aos estudos". Durante umas escavações realizadas em Troia foram encontrados alguns piões feitos de barro e outros exemplares têm sido desenterrados em Pompeia.

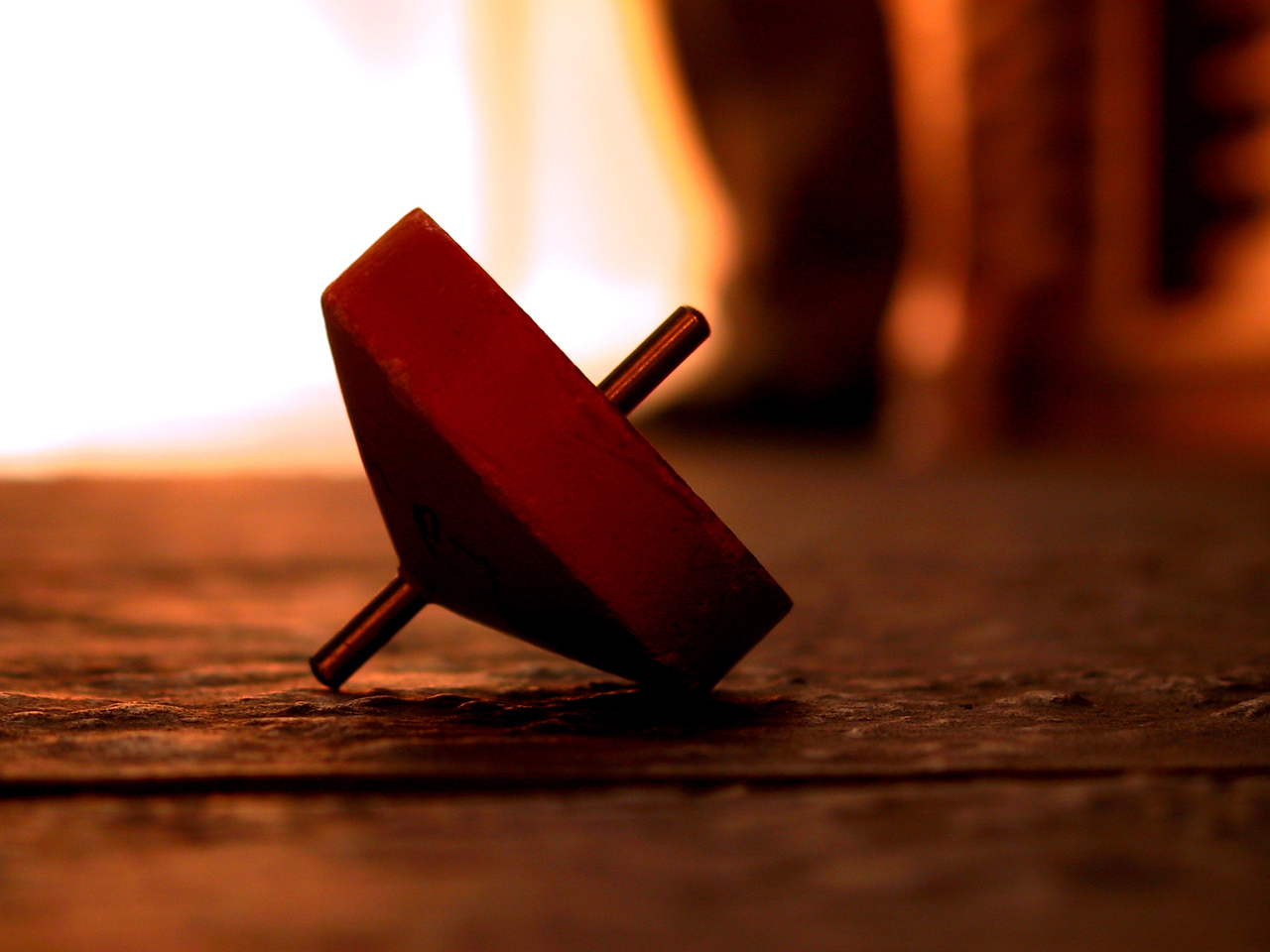
Um pião de origem japonesa

Os romanos e os gregos tinham este elemento como brinquedo. No entanto, as culturas do Oriente - China e Japão - foram os responsáveis por sua introdução no Ocidente. No Japão, adultos e crianças brincam (jogam) com o pião convertendo este aspeto lúdico a uma verdadeira arte e desta forma executam numerosos espetáculos, dentre estes destaca-se aquele em que, juntamente depois de lançar o pião, utilizando um tipo de fita para fazê-lo bailar na palma das mãos ou em tábuas duplas passando de uma a outra.
Também há diversos exemplares de piões no México e na Argentina que são testemunhos de sua permanência no tempo.

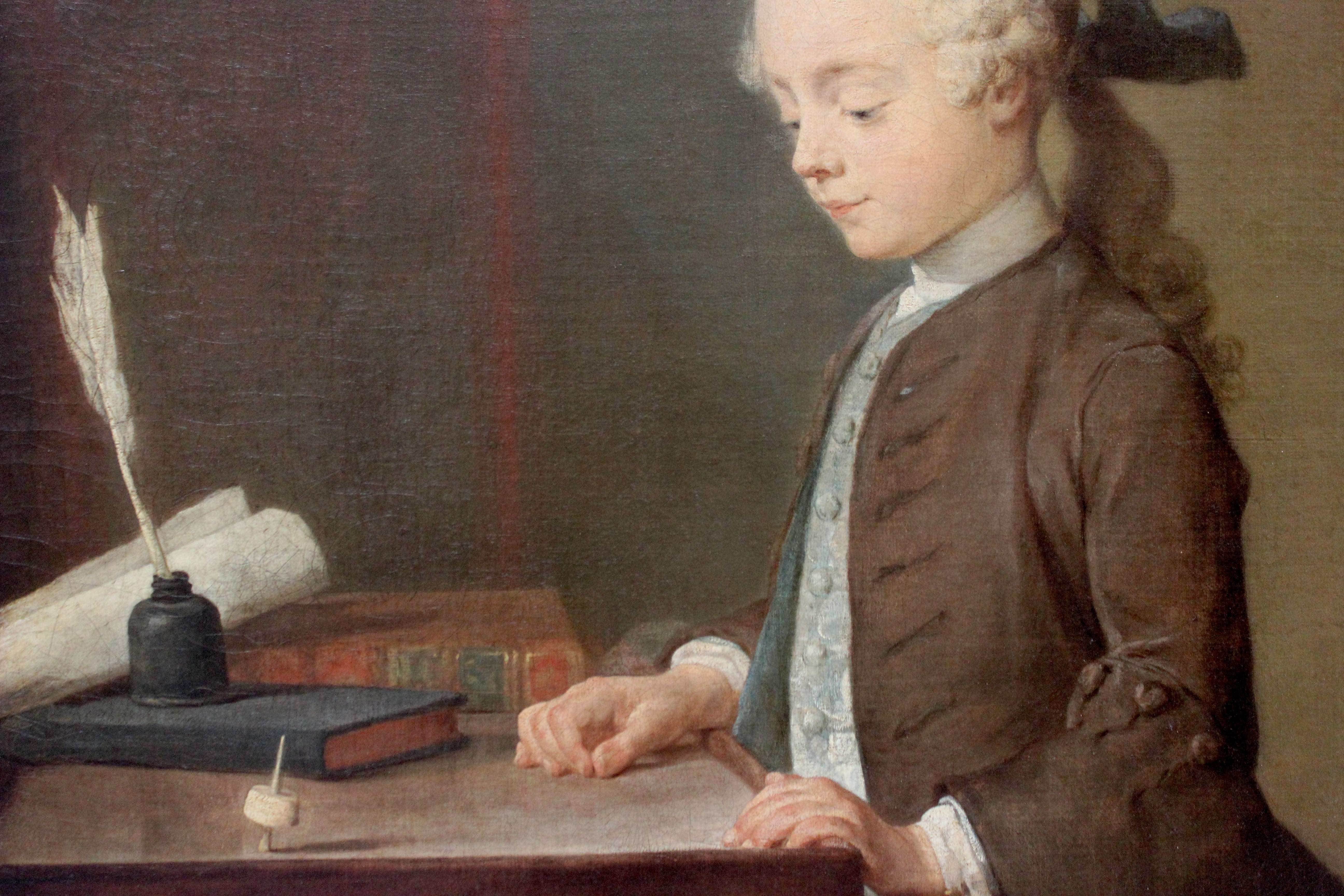
"Criança com pião", pintura de Jean Siméon Chardin (óleo sobre tela, 1738)

Alguns pintores têm utilizado piões como motivo em seus quadros, como o espanhol González Ruiz (1640 - 1706), que em sua obra Catedral de Toledo demonstra uma partida de piões. O pintor e gravador chileno, Pedro Lobos (1919 - 1968) utilizou em seus temas o pião. O alemão Manfred Bluth, em sua obra Quadro Familiar (1979), de óleo sobre lona#Lona como material artístico, incorpora em primeiro plano um pião musical
Poetas chilenos têm se inspirado neste brinquedo, como Homero Arce (1901 - 1977), Alejandro Galaz (1905 - 1938), que escreveu Romance de la infância ou trompo de 7 colores ("Romance da infância ou pião de sete cores", em português), Victoria Contreras Falcón (1908 - 1944) que escreveu Trompo dormido ("Pião adormecido", traduzido), ou ainda María Cristina Menares, com Danza del trompo multicolor ("Dança do pião multicolorido", traduzido), incluído em seu livro de poemas para crianças Lunita Nueva ("Luazinha nova", traduzido). Cita-se ainda, o peruano José Diez Canseo que escreveu em seus Estamapas Mulatas em 1951 o conto El Trompo, onde narra como Chupitos, um menino de dez anos, joga o pião com seus vizinhos no bairro de Rímac em Lima.

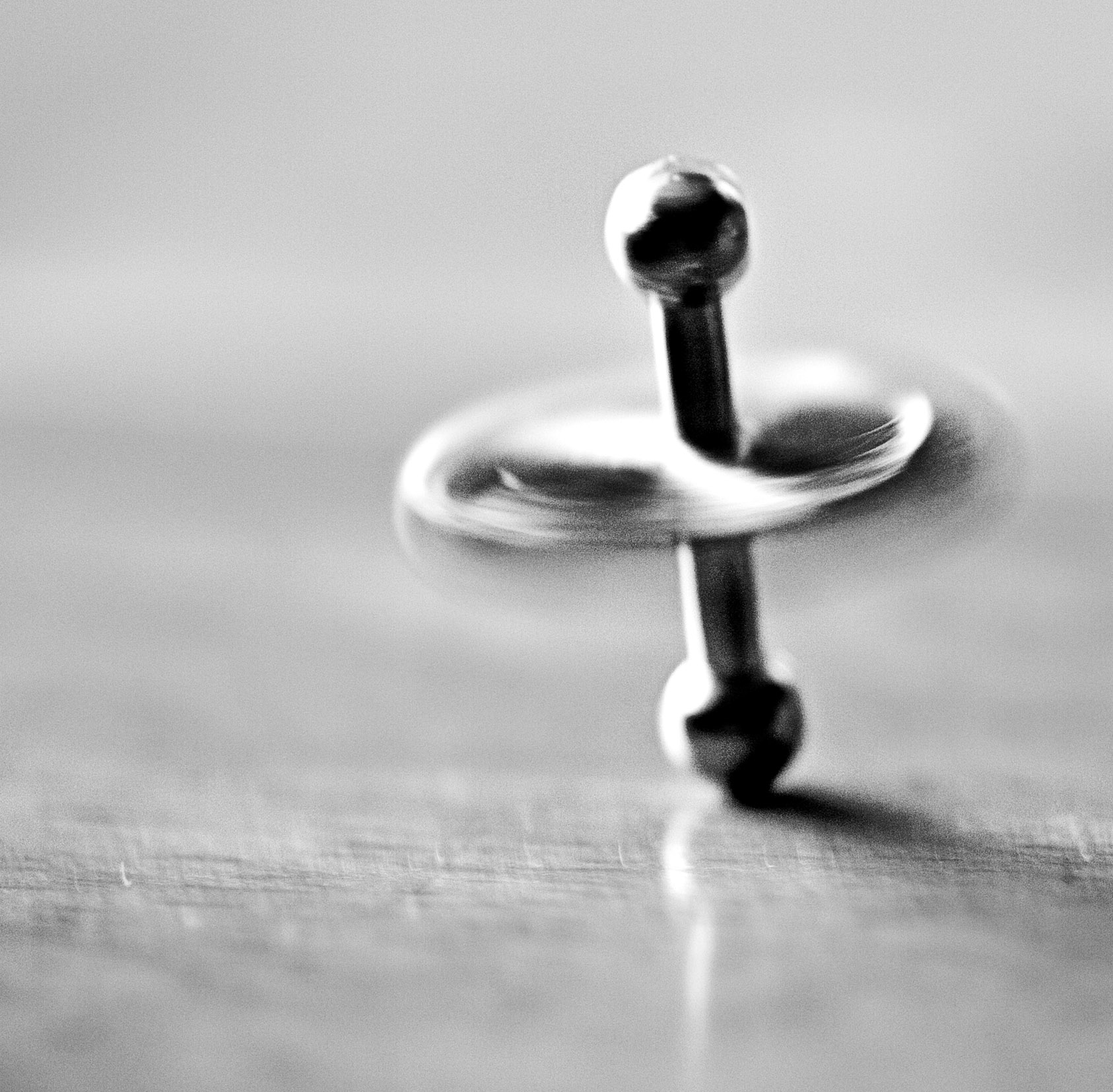
Este objeto moderno representa o sistema natural em que os piões giram, sempre dependentes de um material que os una ao chão e que os permitam rodar

Além disso, existem selos postais que representam este jogo no Brasil (1979), Argentina (1938), Suíça (1986), Espanha (1989) e Portugal (1989). O pião tem sido considerado como um dos brinquedos mais populares e conhecidos entre os adolescentes até o final da década de 1980. Na era moderna, como a maior parte dos jogos tradicionais, está desaparecendo. Graças ao aparecimento de outros tipos de piões como o beyblade e o levitron, ainda possui certa vigência na indústria de brinquedos. Além disso, têm sido incorporadas novidades em seu desenho visando facilitar seu uso, como os PowerStart, que em sua parte superior possuem um aparato no qual é inserido um dispositivo dotado de um sistema que, ao ser retirado, produz uma força de giro no pião deixando-o cair, evitando o desgaste de ter que recolocar (enrolar) o cordão inúmeras vezes.

## Brasil e Portugal
As tradições de jogo do pião e ainda mesmo em jogos de adivinhação, são bastante semelhantes nos dois países lusófonos, como demonstram os estudos dos portugueses Jaime Lopes Dias (Etnografia da Beira, VI, 166-167); Augusto César Pires de Lima (Jogos e Canções Infantis, 26-27) e Rocha-Mandahil que, na "Revista Lusitana" (vol. XXVI, Porto, 1927) registrou ter o Arcebispo de Braga e irmão bastardo de Dom João V, Dom Jorge (1703-1756)  jogado de modo entusiasmado o pião; e do brasileiro Aluísio de Almeida (in: Revista do Arquivo Municipal, CVIII, São Paulo, 1946) – como regista o folclorista brasileiro Luís da Câmara Cascudo.
Interessante cantiga evoca o pião e sua capa (o barbante), cantada em Portugal:
Para andar lhe pus a capa
E tirei-lha para andar,
Que ele sem capa não anda,
Nem com ela pode andar,
Com capa não dança,
Sem capa não pode dançar;
Para dançar se bota a capa,
Tira-se a capa para dançar.
Teófilo Braga, in "Eras Novas" ("As Adivinhas Portuguesas", p. 254)
Também no Brasil uma adivinhação brota do desafio entre dois cantadores, onde Zefinha de Chabocão argüi a Jerônimo de Junqueira:
Gerome, tu pra cantar
Fizeste pauta c’o Cão…
Que é o passo que tem
Nos altos do teu sertão,
Que dança só enrolado
E sorto não dança não.
Dança uma dança firmada
C’um pá sentado no chão?
- Sobre o caso do Arcebispo Dom Jorge, registou José Reis (1742):

«O pião, no qual se simboliza o ímpio e vingativo, é fabricado do coração do pau mais duro. Arma-se com ferro agudo enquanto o cingem: cingido com o cordel, parece um penitente. Com o ferrão para cima, mostra que se acautela de molestar com ele. Porém, tanto que o poder de algum braço lhe dá corda e impulso, vai como um raio, volta o ferro para terra, racha, fere e lastima, ficando tão satisfeito que, em giros, anda campeando; até que, nesta felicidade dormindo e ressonando, serenissimamente acaba a vida que, animada do impulso, lhe durava. Deste jogo, que é de Meninos, podem aprender os homens, especialmente sendo Príncipes, a não darem o seu poder para vinganças sem ofensas»

### Terminologia
Sobretudo entre as crianças e nas diversas regiões e países lusófonos, alguns termos servem para complementar as denominações do pião. Seu diminutivo é piorra ou pitorra
 - sendo que, em Portugal, a pitorra é um outro tipo de pião, que possui uma pequena haste, diferindo deste principalmente porque no pião o movimento só ocorre com um impulso, ao passo que na pitorra são dados diversos impulsos. No Brasil a pitorra lusa chama-se carapeta ou carrapeta. Em Portugal, há ainda a piasca, que pode ser simplesmente um pião mais pequeno, usualmente para os jogos das meninas, ou um tipo diferente de pião, de tamanho reduzido e que se lança friccionando os dedos indicador e polegar, isto é, sem cordel (piasca pode ainda, no jogo do pião-das-nicas, referir-se ao pião que fica no centro do círculo, que vai ser "atacado" pelos outros piões).
A linha ou barbante de enrolamento chama-se, nalgumas partes, de fieira, capa, cordel.
O pião, quando se move com tanta velocidade que parece estar parado, diz-se estar dormindo, no Brasil.

## Estrutura do pião

### Corpo
O pião é um corpo que pode girar sobre uma ponta que se situa no centro gravitatório de forma perpendicular ao eixo (ângulo) de giro, equilibrando-se sobre a ponta graças à velocidade angular, que permite o desenvolvimento do efeito giroscópico. Normalmente, como foi dito anteriormente, é utilizado como brinquedo e já foi usado como instrumento em jogos de azar e para realizar profecias e outros rituais.
O efeito giroscópico permite que se mantenha sobre sua ponta até que o vetor peso (massa · gravidade) termina por se inclinar em relação ao eixo, provocando uma variação na localização do centro de gravidade. Isto provoca uma variação na trajetória de giro, que começa a descrever círculos propiciando a queda do pião. Desta maneira, a queda é diretamente proporcional ao mencionado ângulo e ao vetor peso, e inversamente proporcional à velocidade de giro.
| |  |
| Sendo: - g: Vetor gravidade. - m: Massa. - c.m.: Centro de massas. - r: Vetor distância entre o centro de massas e o ponto de apoio. - L: Vetor movimento angular da força. - θ: Ângulo de inclinação do pião perpendicular ao solo. - Φ: Ângulo percorrido durante o giro, pertencente ao vetor movimento angular. - Α: Variação. |  |

Portanto, com o passar do tempo, o atrito com o ar e sobre tudo com o solo, provoca que o giro vá se debilitando. Então, o centro de gravidade começa a se tornar mais instável de tal maneira que o pião começa a girar descrevendo círculos no terreno, até perder por completo o equilíbrio, atingindo a queda.

#### Material e fabricação
Tradicionalmente, os piões eram feitos por artesãos e construídos com madeiras duras (Crataegus monogyna, Citrus, azinheira ou buxo, dentre outras) com a finalidade de serem resistentes para suportar os golpes que recebiam durante os jogos. Também têm sido encontrados exemplares de piões feitos de argila de civilizações antigas como a de Tróia.
Também eram fabricados pelas próprias crianças, com madeira de Fagus sylvatica ou azinheira que talhavam toscamente, colocando neles por fim um pedaço de ferro como ponta. As crianças também faziam piões com frutas secas, que faziam ruídos ao girar devido as sementes que levavam dentro. As crianças guayaberas fazem piões pequenos feitos de noz de tucumã (Astrocaryum aculeatum).
Hoje, se massificou e sua fabricação se faz com diferentes tipos de madeira e inclui materiais sintéticos onde se destacam diferentes tipos de plásticos, a fibra de carbono e outros polímeros, importados usualmente de países asiáticos como a China e Taiwan, além dos Estados Unidos nas Américas. Além disso, tem sido incorporado, para evitar danificações na colisão, filamentos que vão desde o neoprene ao aço, passando por todo tipo de plásticos na zona de maior diâmetro.

#### Desenho
O desenho do pião variou enormemente ao longo da história, diversificando-se segundo a região. Tradicionalmente, possuem forma cônica e são maciços, entretanto pode-se encontrar diversas características conforme a região. Considerando as particularidades existentes, o mais essencial no desenho do pião é que sua forma seja a adequada para propiciar o efeito giroscópico.
Considera-se que o pião propriamente dito mede em torno de seis centímetros de altura, por quatro centímetros de raio em seu diâmetro maior. Entretanto, esse tamanho pode variar facilmente. Os piões alemães, mais grossos, têm às vezes quase cinco polegadas de diâmetro ainda que os piões esculpidos possam ser menores Os piões "taguas" são mais achatados, permitindo uma maior estabilidade.
Cabe mencionar também que aqueles piões que carecem da incisão entre a ponta e o corpo para começar a enrolar a corda (em geral, aqueles para menores de sete anos) apresentam uma fenda com o mesmo objetivo no corpo do pião.

#### Ornamentação

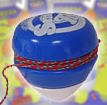
Pião sem ponta metálica e com corte transversal. A função das faixas é aprumar a corda enrolada e apresenta desenhos no plano superior

A forma mais usual de personalizar o pião é pintando o corpo à mão, existindo todo um artesanato para sua ornamentação. Nos piões que apresentam um corte transversal na parte superior, podem-se encontrar no plano distintos desenhos mas, geralmente, é usual realizar desenhos de forma horizontal como faixas, que ao girar se "esfumaceiam" e fazem um curioso efeito multicolorido no pião. Esse conceito artístico do pião teve importância na América do Sul, utilizando-se motivos maias e astecas.
Atualmente, pode-se encontrar piões com luzes e outros produzem, ao girar, sons musicais entretanto, os novos materiais não permitem a facilidade de pintar em cima deles, mas ainda assim pode-se obter de múltiplas cores e com diferentes desenhos.
Cabe especial menção às marcas realizadas no corpo. Estas correm o perímetro do pião de forma paralela umas às outras. Normalmente de pouca profundidade, nada fazem senão cumprir uma função decorativa, entretanto, em alguns tipos de piões como aqueles que carecem de ponta, a função é sujeitar a corda enrolada para que não resvale sobre a superfície.

### Ponta
O corpo do pião termina com uma ponta, sobre a qual se apoiará durante o jogo. Desta forma, o pião permanecerá de pé, sobre a mesma, algo impensável sem o efeito giroscópico, que permite que isso aconteça.

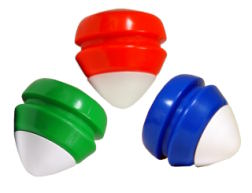
Nos Estados Unidos e na Europa a ponta determina a idade do usuário para a qual se dirige o jogo: para menores de sete anos são dirigidos uma série de piões sem ponta metálica, nos quais o corpo termina em forma de ponta, igualmente, mas sendo esta de materiais mais brandos. Este modelo conserva a fenda para enrolar a corda no corpo do pião, mas na zona de maior diâmetro, na qual se liga a totalidade do cordel, faixa sobre faixa.

A ponta, que é também chamada de pico, garrocha ou ponteiro ou ainda ferrão, é o grande elemento influente na normativa que regula o jogo, além de ser o elemento mais perigoso do objecto. Ademais, para maiores de sete anos, podem-se encontrar dois grandes grupos de pontas diferentes: as arredondadas e as pontiagudas, que são as mais comuns.

#### Com ponta incrustada
Aqueles que têm uma incrustação de metal dentro do corpo, na sua parte inferior observa-se um orifício para tal efeito. Neste último caso, a ponta consta de duas partes: uma que sobressai do corpo e cuja finalidade será converter-se em ponto de apoio do pião e receber o impacto contra o solo, e outra que fica dentro do corpo, e cuja finalidade será permitir que permaneça sujeita ao pião. Desta forma, o corpo contempla uma abertura pela qual se introduz a ponta ficando unicamente de fora a "ponta" propriamente dita.
Neste último caso, a ponta costuma ter um desenho no qual existe uma fenda entre o corpo e a parte que sobressai, denominada espiga, que serve de apoio quando se começa a enrolar a corda, facilitando a tarefa. É de notar que é normal ocorrer, nas pontas incrustadas, que depois de severos impactos se acabe "metendo a ponta", desaparecendo a dita fenda, impedindo o pião de jogar de novo.
As pontas incrustadas costumeiramente são metálicas (aço ou ferro, normalmente) e podem ser observados dois grandes grupos:
- Ponta de grão ou ponta achatada.[29] É a ponta do pião que tem forma arredondada.[29] A sua forma permite que seja mais difícil que ele se enterre em terrenos em terrenos moles, ou que se introduza dentro do corpo do pião, mas aumenta a rotação diminuindo a duração do efeito rotativo. Além disso, resulta em clara desvantagem na hora de realizar jogos, como o parte-piões (em Portugal: pião das nicas), apesar de que, por outro lado, faz com que o pião seja mais seguro e que danifique menos o chão.
- Ponta afiada ou ponta de ferro.[29][30] Em contraposição com a ponta de grão, esta é mais pontiaguda, sendo considerada mais agressiva. Assim, tende a enterrar-se mais nos terrenos moles, a danificar o solo e, ao receber todo o impacto sobre um mesmo ponto, costuma furar mais facilmente o corpo. As vantagens que apresenta são uma diminuição da rotação, ao estar em menor contacto com a superfície e é claramente mais letal no jogo do parte-piões.[30]

#### Sem ponta incrustada
Os que não possuem ponta incrustada dançam no extremo do corpo, que obviamente termina em forma de ponta, como que um prolongamento do pião, pelo que costumam ser feitos por inteiro do mesmo material (ainda que possam ser feitos com um material um pouco mais resistente na ponta). É o modelo próprio para menores de sete anos, segundo a normativa norte-americana e europeia. Este modelo conserva a fenda para enrolar a corda em redor do corpo, mas numa zona de maior diâmetro, na qual se liga a totalidade do cordel, banda sobre banda.

### Corda
A corda, também conhecida como cordel, fio, cordão ou laço, é o elemento que, depois de enrolado no pião, ao atirá-lo, permite imprimir-lhe a força necessária que desenvolverá o efeito giroscópico. Quanto maior a rapidez ao lançá-lo, mais rápido será o movimento giratório.
O cordel costuma medir entre 30 centímetros e meio metro. Para evitar que o cordel se escape da mão, na hora de lançar, é usual atar-se no extremo do fio, um troço de madeira, uma arandela, um clip, ou, o mais comum, uma moeda pequena furada, as quais, aproveitando-se o seu furo, introduzia-se o cordel e fazia-se um nó para que ficasse preso, assim conseguía-se ao lançar o pião, o objeto entre os dedos do lançador, evitando que a corda fosse lançada também.
Existe uma nova variante que prescinde do cordel tradicional, os PowerStart, que na parte superior possuem um engate no qual se insere um dispositivo que faz com que ao lançar o pião, imprime uma força giratória no pião, deixando-o cair, evitando o incômodo de usar o cordel.

## Funcionamento
Para lançar o pião, o primeiro passo é ligar a corda em redor do corpo do pião. Coloca-se o cordel de forma paralela ao pião, sujeitando-o com o dedo polegar e com a outra mão começa-se a enrolá-lo perpendicularmente, formando camadas paralelas, de tal maneira que se cubra toda a superfície do pião. Para isso apoia-se uma fenda existente na ponta do corpo, que permite deixar a corda esticada, enquanto se enrola.
No momento prévio ao lançamento, sujeita-se o corpo do pião na palma da mão e agarra-se o extremo do cordel entre os dedos indicador e polegar, com força para que o fio não escape durante o lançamento. Imediatamente antes de o lançar, coloca-se o dedo indicador na parte superior do pião e o dedo polegar na ponta.
Finalmente lança-se o pião e seguidamente puxa-se o cordel para trás. Este lançamento pode fazer-se de pé ou com o corpo encurvado, o que reduz o impacto contra o chão. Da mesma forma, pode fazer-se com a ponta virada para baixo, e com um movimento horizontal gira-se o braço, ou ainda com a ponta virada para cima, cima uma sacudida vertical do braço, até baixo.
Ao puxar o cordel para trás, exerce-se força, que se traduz num movimento angular ou cinético que faz com que o pião gire sobre si mesmo. Finalmente a ponta bate no solo e graças ao efeito giroscópico, que faz com que o pião gire, converte-se no centro de gravidade do corpo, permitindo que o pião "dance".
O efeito giroscópico permite que o pião se mantenha sobre a sua ponta até que o vetor peso (massa · gravidade) acabe por ter uma inclinação com respeito ao eixo, provocando uma variação na localização do centro de gravidade. Isto provoca uma variação na trajectória  de rotação que começa a descrever círculos propiciando a queda do pião. Desta maneira a queda é directamente proporcional ao mencionado ângulo e ao vetor peso, e inversamente proporcional à velocidade de rotação.

## Jogos
A partir do momento em que desenvolveu a técnica de fazer o pião girar, surgiram vários jogos, com vários níveis de dificuldade. Seguidamente são mencionados os mais tradicionais e conhecidos.

### Individuais
- Ponte ou teleférico: Com uma mão, agarra-se os dois extremos do cordel e estica-se. Na ponte que é formada, faz-se o pião "dançar". Ao levantar uma das duas mãos pode-se inclinar o cordel de tal maneira que o pião deslize.[26]
- Fazê-lo "dançar" na mão: Pode-se fazer com que o pião gire em cima da palma da mão. Outra forma é dar-lhe um golpe certeiro e fazer com que salte em cima da palma da mão onde está..[34]
- Lançamento ao ar: consiste em lançar o pião e antes que este atinja o chão e a corda se desenrole totalmente, se o traga de volta até à mão, fazendo com que o pião fique a rodar ali.[4]
- Deslizamento: Enquanto o pião gira, com a ajuda do cordel movimenta-se o pião de um lugar para outro.
- Lançamento: Enquanto o pião gira no chão, enrola-se o cordel ligeiramente à sua ponta e puxa-se para cima. Nisto, o pião salta e vai cair, continuando a girar, seja no chão ou na mão.

### Coletivos
- Sacar objetos: Forma-se um círculo no chão, em cujo centro coloca, cada jogador, uma bola-de-gude, outro pião ou, mais usualmente, uma moeda, e depois de cada um lançar o seu pião, recolhe-se o mesmo na mão e tenta-se lançá-lo contra uma das moedas (ou outro objeto) a fim de a tirar do círculo, repetindo a operação enquanto o pião continuar girando. Quem consegue tirar a moeda do círculo, fica com ela. Quando o pião deixa de girar, passa a ser a vez de outro jogador.[32]
- Parte-piões (pião das nicas): Forma-se um círculo no chão, em cujo centro se coloca um pião, contra o qual se lançam os outros piões com a finalidade de destruí-lo. O jogador que falhar o "tiro" terá de substituir o pião do centro (o pião das nicas, ou piasca[21]) pelo seu próprio.[32]
- Parte-piões, de maior dificuldade: Forma-se um círculo no chão e um dos participantes tem de lançar o seu pião, ficando este girando no centro do círculo. O outros jogadores lançam os seus piões contra esse que gira no centro. Quando o pião para de girar, precisa de ficar fora do círculo, para que o dono o recolha. Se não ficar fora do círculo, passa a ser a "vítima" e apenas poderá sair com os golpes ou choques dos outros.[26]
- Tira-piões: Forma-se um círculo no chão e os participantes precisam de atirar o seu pião a fim de ele ficar girando dentro do círculo. O pião que acabe por sair do círculo, por causa do impacto com os outros piões, perderá.[7]

## Tipos de pião

### Pião tradicional, oubearing

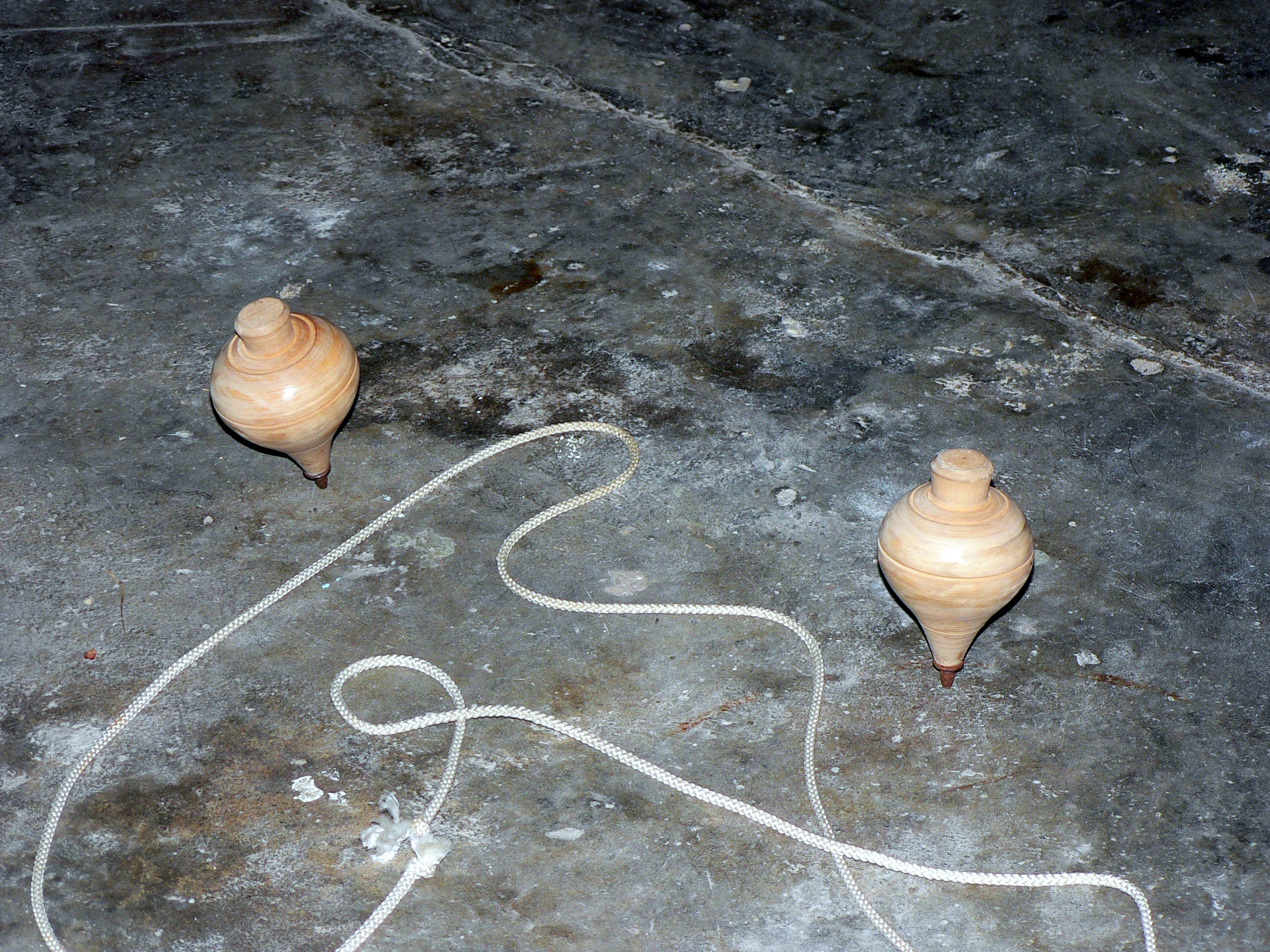
Piões maiores do que os piões tradicionais lhes proporciona uma maior estabilidade

Considera-se como o pião propriamente dito, e mede cerca de seis centímetros de altura, por quatro centímetros de raio no seu diâmetro maior. É o pião mais comum, feito tradicionalmente de madeira, artesanalmente, embora hoje em dia seja fabricado, muitas vezes, com materiais sintéticos entre os quais se destacam vários tipos de plásticos, a fibra de carbono e outros polímeros, importados usualmente de países asiáticos como China, Taiwan ou Estados Unidos. Foi também incorporado, para evitar danos na colisão, materiais que vão do neoprene ao aço, passando por todo tipo de plásticos na zona de maior diâmetro.

### Pião alemão
O pião é feito de madeira de azinheira ou de buxo e são ocos. Os piões alemães são mais largos, chegando a medir quase onze centímetros de diâmetro na zona de maior perímetro. Na lateral possui uma abertura redonda, bastante ampla. Possui um prego largo, de ponta redonda que mede quase 5 centímetros, e é da grossura de um dedo. Faz-se girar com um cordel, como os piões tradicionais.

### Pião pequeno
É um pião diminuto, que se faz com pequenos cocos de palmeiras.

### Piãocoot
Assim se denominam os piões mais achatados. Serem assim proporciona-lhes mais estabilidade.

Marca clássica de Beyblade

### Pião sede e pião peixe-ruivo
O pião sede é aquele que apresenta ponta redonda e suave, ao contrário do pião peixe-ruivo, que apresenta uma ponta afiada e rugosa. Este termo também se aplica àqueles piões com ponta torcida ou desnivelada.

### Pião de Combate (Beyblade)
O Pião de combate é um brinquedo comercializado pela marca Beyblade, constituida por várias peças que podem ser trocadas e personalizadas. Este tipo de pião tornou-se num sucesso mundial, e ainda hoje são disputados torneios e combates para decidir um campeão.